# NGC 3907B
NGC 3907B este o galaxie situată în constelația Fecioara. A fost descoperită în  de către John Herschel. Se află la o distanță de 110,66 megaparseci de Pământ.